# Halysidota conflua
Halysidota conflua là một loài bướm đêm thuộc phân họ Arctiinae, họ Erebidae.